# Estlands räddningsmyndighet
Estlands räddningsmyndighet (estniska: Päästeamet) är en estländsk statlig myndighet under Estlands inrikesministerium med säte i Tallinn. 

## Historik
Föregångare till Estlands räddningsmyndighet var dels Brandmyndigheten under Sovjetunionens ministerium för inrikes säkerhet, vilken omdöptes till Brandbekämpningsmyndigheten under Estlands inrikesministerium 1990, dels en fristående civilförsvarsorganisation. 
Estlands räddningsmyndighet bildades i maj 1992 och sammanförde arbetsuppgifter inom civilförsvar, brandbekämpning och räddningsverksamhet. År 2012 genomfördes en omorganisation, vid vilken Alarmcentralen blev en fristående statlig myndighet och de regionala räddningscentralerna lades under en gemensam ledning av räddningsmyndigheten.

## Struktur

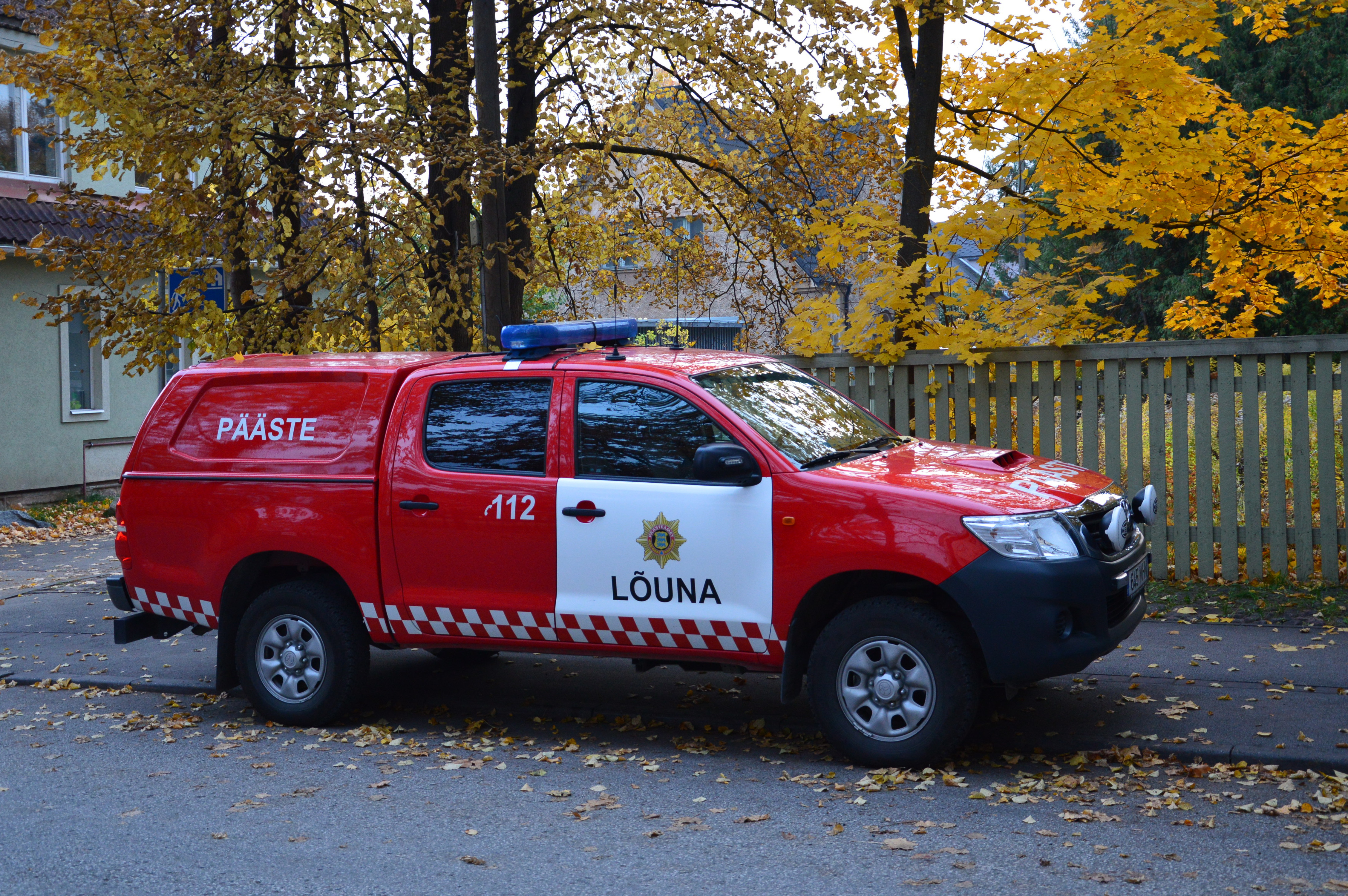
Bil från Södra Estlands avdelning av Estlands räddningsmyndighet, Tartu

Det finns fyra regionala räddningscentraler i landet: de norra (Tallinn), södra (Tartu), östra (Narva) och västra (Pärnu) räddningscentralerna. 
År 2018 hade Estland 1.583 yrkesbrandmän och knappt 2.000 frivilliga brandmän. Det finns 72 statliga brandkårer, 119 frivilliga brandkårer och fyra bombgrupper.
Estlands brandbekämpningsmuseum ligger i samma hus som Estlands räddningsmyndighet och är en del av organisationen.